# انقلاب 1968 في مالي
كان انقلاب 1968 في مالي انقلابًا عسكريًا غير دموي قاده أفراد من القوات المسلحة المالية في 19 نوفمبر 1968 ضد حكومة الرئيس موديبو كيتا. قاد الانقلاب الملازم (فيما بعد اللواء) موسى تراوري، الذي أصبح بعد ذلك رئيسًا للدولة.

## خلفية

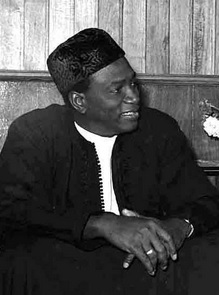
الرئيس موديبو كيتا سنة 1966
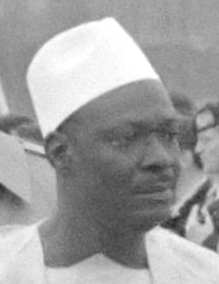
زعيم الانقلابيين موسى تراوري سنة 1989
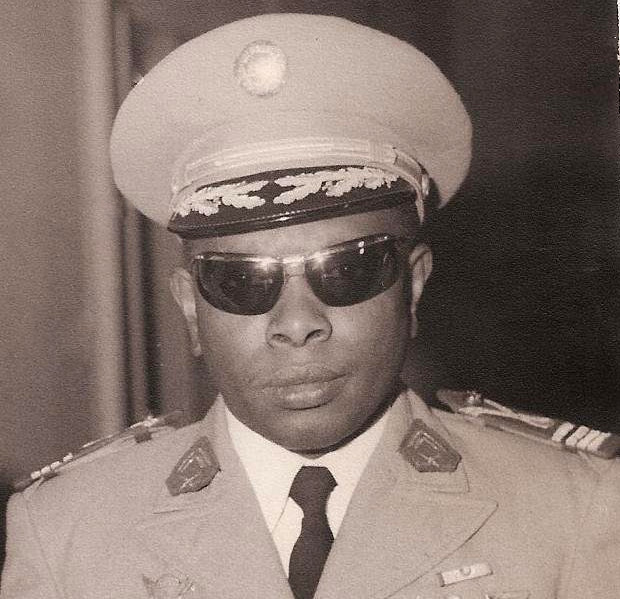
تيكورو باجايوكو، انقلابي آخر

بعد الاستقلال، قاد الرئيس كيتا حكومة اشتراكية منذ عام 1960. واجهت سياسته صعوبات اقتصادية. في عام 1966، علق الدستور والبرلمان، واستبدلت به اللجنة الوطنية للدفاع عن الثورة بصلاحيات كاملة. كان السكان غير راضين بشكل متزايد عن الحكومة. تم التخطيط لانقلاب من قبل صغار الضباط الماليين، ولا سيما الملازمين موسى تراوري، وتيكورو باجايوكو، وكيسيما دوكارا، ويوسف تراوري، وفيليفينغ سيسوكو، وضباط الصف مثل سونغالو ساماكي. كان لدى كبار الضباط الماليين سيطرة قليلة أو معدومة على مرؤوسيهم.

## تفاصيل الانقلاب
في ليلة 18-19 نوفمبر، في منتصف الليل، جمع الانقلابيون حامية مدينة كاتي وأعلنوا عن نواياهم. قُطِعت شبكة التليفونات في الساعة الثانية صباحا. أوقف الجنود قافلة الرئيس كيتا أثناء عودته من موبتي إلى باماكو. أرادوا القبض عليه في كوليكورو عند هبوطه من زورقه النهري. أجبره الضباط على ركوب مدرعة بي تي أر-152. تم إحضاره إلى وسط العاصمة بحلول الساعة 11:30. طالبوه بوقف سياسته الاشتراكية واستبدال مساعديه، لكن موديبو كيتا رفض، بحجة أنه انتُخب ديمقراطياً كاشتراكي. ومع ذلك، وفقًا للكابتن عبد الله أولوغويم، سائق السيارة الرئاسية، طالب المتمردون بإجراء انتخابات جديدة فقط لكن الرئيس رفض. بث الفصيل العسكري رسالة إذاعية أعلن فيها «سقوط (النظام الديكتاتوري) [...]».

## ما بعد الانقلاب
بسبب الوضعية الاقتصادية الهشّة التي كانت عليها البلاد في عهد الرئيس كيتا، لاقى الانقلاب ترحيبا من قبل السكان. ومع ذلك، كانت الأسباب المباشرة للانقلاب هي المشاكل المالية والاقتصادية الهائلة، والتي تفاقمت بسبب ضعف الحصاد في عام 1968. تم سجن موديبو كيتا وكوادر أخرى من النظام السابق في كيدال وتودني. توفي موديبو كيتا في الأسر في باماكو عام 1977. أصبح موسى تراوري رئيسا ووعد بالديمقراطية والانتخابات الحرة، لكن ذلك لم يحدث. تم تنصيبه رئيسًا في عام 1969 وحكم البلاد حتى الإطاحة به في انقلاب عام 1991.